# Pazireotid
A pazireotid (SOM 230, kereskedelmi neve Signifor) az Európai Unióban és az Egyesült Államokban is forgalomban lévő, ritka betegség kezelésére szolgáló gyógyszer. Olyan Cushing-szindrómás betegek kezelésére használják, akiknél nem alkalmazható vagy nem sikeres a műtéti beavatkozás. A szert a Novartis svájci gyógyszergyár fejlesztette ki. A pazireotid egy szomatosztatin analóg, mely 40-szer akkora affinitással rendelkezik a szomatosztatin 5 receptorhoz más analógokhoz képest.
Az Európai Gyógyszerügynökség (EMA) 2009 októberében, az USA gyógyszerengedélyező hatósága, a Food and Drug Administration (FDA) pedig 2012 decemberében a Cushing-szindróma kezelésére gyógyszerként engedélyezte.
2014-ben az EMA és az FDA a Signifor LAR-t az akromegália kezelésére gyógyszerként engedélyezte (a LAR elnevezés az angol long-acting release rövidítése, amely a hosszantartó hatóanyagleadásra utal).

## Felfedezése
A 14 és 28 aminosavból álló természetes szomatosztatin peptidek terápiás használata igen korlátozott a plazmában történő gyors bomlásuk miatt. Számos szintetikus szomatosztatin analógot állítottak elő, és közülők kettőt is, az oktreotidet (Sandostatin; Novartis) és a lanreotidet (Somatuline; Ipsen) engedélyezték gyógyászati alkalmazásra (köztük az akromegália kezelésére). Ez a két származék csak az egyik receptorhoz (SSRT2) kötődik hatékonyan.
Az új, metabolikusan stabil szomatosztatin származékok utáni kutatás eredményezte a pazireotid felfedezését. A svájci Novartis International AG gyógyszergyár racionális gyógyszertervezéssel valósította meg a pazireotid szintézisét, amely a többi szomatosztatinreceporhoz is nagy affinitást mutat.

## Kémiai szerkezet
A pazireotid egy hat tagból álló homodetikus ciklopeptid, amelyet l-fenilglicil, 
d-triptofil, l-lizil, O-benzil-tirozil, l-fenilalanil és egy módosított l-hidroxiprolin alkot.

## Hatásmechanizmusa
A pazireotid a farmakológiai hatását a szomatosztatinreceptorokhoz való kapcsolódás révén fejti ki. A szomatosztatinhoz képest jóval nagyobb affinitást mutat az öt ismert receptor közül négyhez. A receptorhoz való kapcsolódás által aktiválja a receptort és meggátolja az adrenokortikotrop hormon szekrécióját, amely a kortizol szekréciójának csökkenéséhez vezet.

## Klinikai vizsgálatok
A pazireotid különböző dózisokban nyújtott hatékonyságát és biztonságosságát egy 12 hónapig tartó 3. fázisú klinikai vizsgálat során vizsgálták. A vizsgálatot véletlenszerűen kiválasztott, tartósan, ismétlődően vagy új, de műtétre nem alkalmas/hajlandó Cushing-szindrómás betegek bevonásával végezték. A vizsgálatba 162 olyan felnőtt beteget vontak be, akiknél a vizeletben a szabad kortizol szintje a normális érték legalább másfélszerese volt. A betegek egyik fele 0,6 mg, a másik fele pedig 0,9 mg pazireotidet kapott injekciós úton napi kétszer. A vizsgálati idő elteltével az agyalapi mirigy tumorának térfogata a kisebb dózis esetén átlagosan 9,1%-kal csökkent, a nagyobbnál 43,8%-kal.

## Mellékhatások
A leggyakoribb mellékhatások, amelyek a páciensek legalább 20%-ánál előfordul: hasmenés, hányinger, hiperglikémia, epekő, fejfájás, hasi fájdalom, fáradtság és diabétesz.

## Fordítás
Ez a szócikk részben vagy egészben  a   Pasireotide című angol Wikipédia-szócikk ezen változatának fordításán alapul.  Az eredeti cikk szerkesztőit annak laptörténete sorolja fel. Ez a jelzés csupán a megfogalmazás eredetét és a szerzői jogokat jelzi, nem szolgál a cikkben szereplő információk forrásmegjelöléseként.